# Collat
Collat là một xã thuộc tỉnh Haute-Loire nam trung bộ nước Pháp. Xã Collat nằm ở khu vực có độ cao trung bình 995 mét trên mực nước biển. Theo điều tra dân số năm 1999 của INSEE, Collat có dân số 80 người.
Sông Senouire tạo phần lớn ranh giới đông nam xã Collat.